# Triaminotrinitrobenceno
El triaminotrinitrobenceno o 1,3,5-triamina-2,4,6-trinitro benceno o TATB. La fórmula química es C6(NO2)3(NH2)3. basado en la estructura de anillo de seis carbonos del benceno con tres grupos funcionales nitro (NO2) y tres de amino (NH2) unidos alternativamente alrededor del anillo.
Es un potente explosivo, con una muy baja sensibilidad a los estímulos mecánicos. Se utiliza principalmente para fines militares, como las armas nucleares y misiles como el relleno del tierra - aire. La aplicación más amplia de este explosivo se ve obstaculizada por sus alto costo de producción, principalmente en la síntesis.

## Historia
El TABT fue sintetizado por primera vez por Jackson y Wing, en 1888. En la década de 1950, los Laboratorios de la artillería naval de (EE. UU.) reconoció la estabilidad e insensibilidad del TABT. Se han desarrollado eficientes métodos sintéticos con un alto rendimiento. En la década de 1970, el TABT era extensamente estudiado y caracterizado, principalmente en los Estados Unidos.

## Propiedades
Es de un color amarillo brillante. Tiene una densidad de cristal de 1,93 gramos por cm³, aunque la mayoría de las formas de uso no tienen mayor densidad de 1,80. Funde a 350 °C.
Permanecen estables a temperaturas por lo menos tan alta como 250 °C durante períodos prolongados de tiempo.
Su balance de oxígeno tiene un considerablemente elevado valor negativo en comparación con otros explosivos basados en nitro.
Algunas de sus características son:
- Velocidad de detonación a una densidad máxima es de 7.619 m·s-1.
- Presión de detonación : 25,9 GPa.
- Sensibilidad a la fricción :> 353 N.
- Sensibilidad al impacto : 50 J.

La detonaciones de explosivos basados en TATB difieren de las detonaciones de explosivos sensibles: son rápidos, pero no instantánea, y muestran una zona de reacción tridimensional relativamente amplia detrás del frente de detonación. Estas detonaciones no ideales las teorías simples no son suficientemente precisas. El uso de la TATB en sistemas de armas por lo tanto requiere una comprensión sofisticada de la física y química de la iniciación y la detonación.

## Síntesis
Existen varios procedimientos de síntesis para la producción industrial de DCT, todos son relativamente caros y el precio del material es alto.
El procedimiento básico es la nitración del 1,3,5-triclorobenceno con una mezcla nitrante de ácido sulfúrico y ácido nítrico (o solución de nitrato de álcali) con un gran exceso de H2SO4 para formar 1,3,5-tricloro-2,4,6-trinitrobenceno . A continuación,  los átomos de cloro se sustituido con grupos amina con amoniaco gaseoso. Y se obtiene el triaminotrinitrobenceno.
Sin embargo, es probable que la producción de DCT se cambió a un proceso que implica la nitración y transaminación de floroglucinol , ya que este proceso es más suave, más barato y reduce la cantidad de la sal cloruro de amonio producida en los efluentes de desecho (verde).
Otro enfoque se basa en la reducción con sulfuro de hidrógeno del trinitrotolueno (TNT), C7H5N3O6 disuelto en dioxano para producir 4-amino-2,4-dinitrotolueno . La nitración de la sustancia mezcla de HNO3 y H2SO4 obtenido pentanitroanilína, que reacciona en un ambiente de cloruro de metileno con amoníaco para obtener el triaminotrinitrobenceno.
Todavía existe otro proceso que emplea como punto de partida los materiales excedente de uso militar. El 1,1,1-trimethylhydrazinium yoduro (TMHI) está formado a partir del combustible para cohetes UNS-dimetilhidrazina (UDMH) y yoduro de metilo, y actúa como una sustitución nucleófila subsidiaria (ENV) aminación reactivo. Cuando la 2,4,6-trinitroanilina, que se produce fácilmente a partir de explosivo D, se hace reaccionar con TMHI en presencia de metóxido de sodio en dimetilsulfóxido se convierte directamente en triaminotrinitrobenceno. Así, materiales que tienen que ser destruidos cuando ya no se necesita se reciclan en un explosivo de alto valor.

## Usos
A pesar de su elevado coste de producción y que es ligeramente menos potente que algunos explosivos más habituales se emplea como explosivo, debido a que es muy estable y por tanto, fácil de manejar, y conserva un alto poder explosivo. La estabilidad de TATB a los choques y al calor es mayor que la de cualquier otro material conocido con densidad de energía comparable. El TATB no explota por sí mismo ni por el impacto de un accidente aéreo, incendio, explosión o impacto de las balas de armas de fuego.
Dada su gran estabilidad sus principales aplicaciones son especialmente cuando es necesario garantizar la máxima seguridad del sistema hasta la explosión deseada. Este factor es particularmente importante en la construcción de bombas atómicas y otras armas nucleares. Debido a que el catalizador propia de la reacción en cadena es un sistema clásico de cargas de explosivos, es esencial que el explosivo utilizado sea mecánicamente estable para evitar la prematura explosión por estímulos mecánicos, tales como impacto con vehículos lanzadores, la explosión de un arma nuclear cercana, o un accidente aéreo (véase: incidente de Palomares) o de un fallo del despegue del cohete.  Al mismo tiempo, todos los explosivos deben estallar en el momento preciso para cada cantidad de material subcrítico nuclear se una, según los cálculos teóricos, para producir la máxima energía de la reacción en cadena resultante. Las ojivas nucleares británicas emplean TATB. De acuerdo con David Albright, las armas nucleares de Sudáfrica utilizaron TATB para aumentar su seguridad.
Un caso similar es la construcción de armas de proyectiles para destruir objetivos de vuelo, si se trata de misiles antiaéreos y sistemas de defensa antimisiles para destruir los misiles balísticos equipados con cabezas nucleares. En todos estos sistemas de armas es un material básico de carga explosiva TATB .
También es empleado en la munición de barcos y submarinos.